# تمثال الحرية (المجر)
تمثال الحرية في المجر (بالمجرية: Szabadság-szobor)‏ وتعني اللُّغة العربيّة تمثال الحريّة، هو عملٌ فنيّ نحتي صمم مِن قِبَل النّحات والفنّان سيغموند ستروبل [الإنجليزية].

## الموقع
يقع التّمثال على هضبة غيليرت [الإنجليزية] في الحي الحادي عشر في مدينة بودابست على ارتفاع 235 م عن سطح البحر، مشرفاً على معظم المدينة.
يقع في منتصف السّاحة ويقف على قاعدة بطول 26 متراً بشكل امرأة بطول 14 متراً مصنوع من البرونز وتحمل عالياً سعف نخيل بكلتا يديها.

## أسطورة التمثال
فكرة التمثال بادئ الأمر كانت للطيار المجري إستيفان هورتي الذي توفي وهو شاب خلال الحرب العالميّة الثّانية بتحطم طائرته، وابن وصي عرش المملكة المجرية ميكلوش هورتي
.
لكنَّ روسيّا الشيوعية حالت دون الأمر وتم نحته على الشّكل الموجود حالياً.

## التاريخ وأصل التسمية
يرجع تاريخ هذا العمل الفني إلى عام 1945 حيث بدأ الفنان سيغموند ستروبل [الإنجليزية] بالعمل عليه عند عودته إلى بودابست؛ فيما تم افتتاحه في الرابع من أبريل عام 1947 كعربون شكر وعرفان من الشعب المجري للسوفيت بعد تحريرهم من الاحتلال النازي ونقش عليه بكلتا اللّغتين المجريّة والروسيّة:

A FELSZABADÍTÓ

 SZOVJET HŐSÖK

EMLÉKÉRE

HÁLÁS MAGYAR NÉP

 1945.
و ترجمتها باللّغة العربيّة:

«الإصدار 
 الأبطال السوفييت 
 ذكرى 
 شكراً من الشعب المجري 
1945.»
لاحقاً؛ وبعد تراجع الشّيّوعية عن هنغاريا (المجر) عام 1989؛ قامت الحكومة المجريّة بإزالة جميع الرموز المختصة بالسوفييت، لكن بسبب محبة الشّعب المجري لهذا النصب فقد تم تغيير النّقش الذي كان عليه؛ وأصبح يرمز إلى التّضحية التي قدّمها الشّعب المجري حيث نقش عليه باللغة المجريّة:
MINDAZOK EMLÉKÉRE "
AKIK

ÉLETÜKET ÁLDOZTÁK

MAGYARORSZÁG

FÜGGETLENSÉGÉÉRT,

SZABADSÁGÁÉRT

ÉS BOLDOGULÁSÁÉRT"
والذي معناه: «لذكرى كل هؤلاء الذين ضحوا بأنفسهم في سبيل الاستقلال والحرية وازدهار المجر».

## معرض الصور

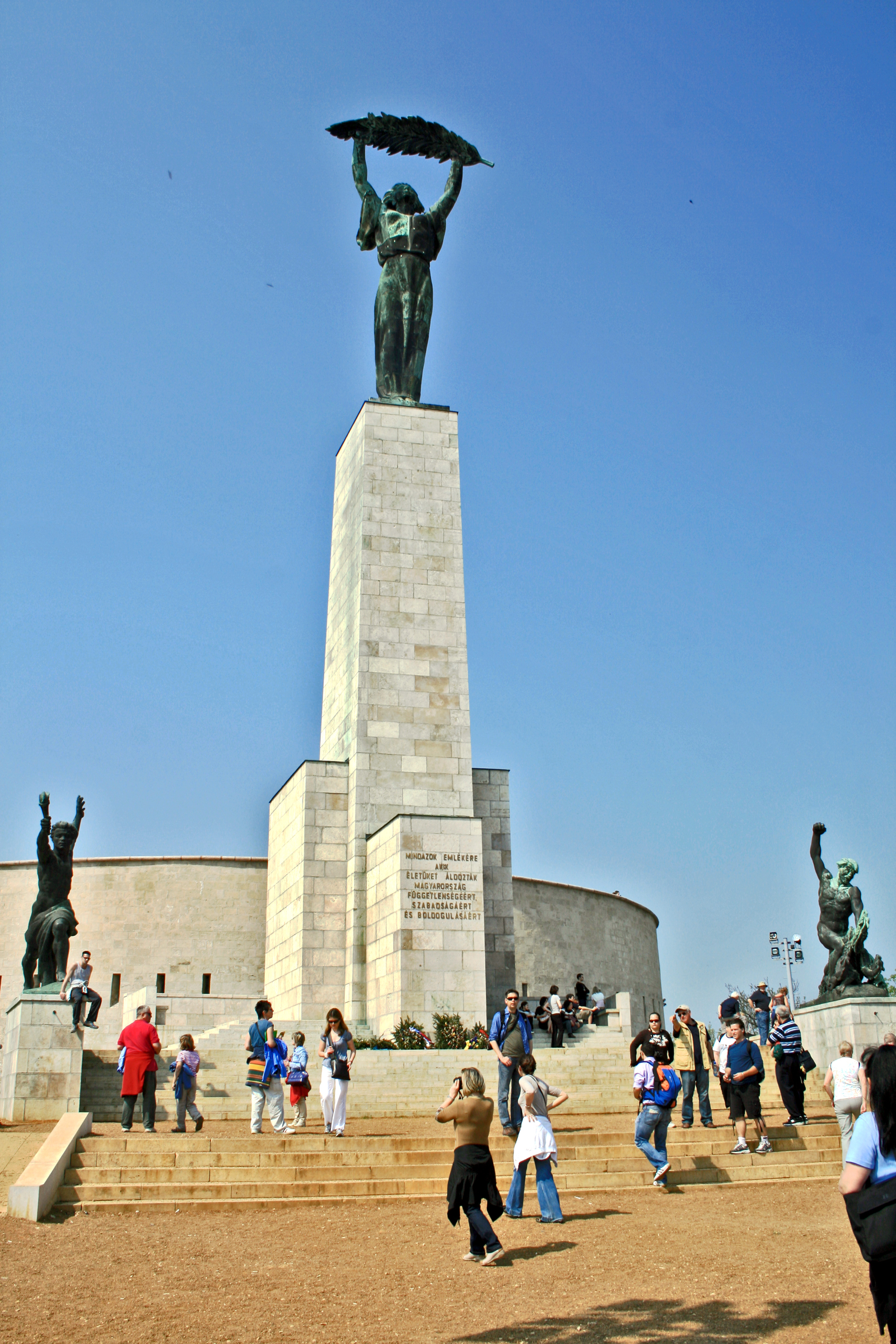
صورة كاملة لتمثال الحريّة في بودابست ويحده التمثالان الآخران
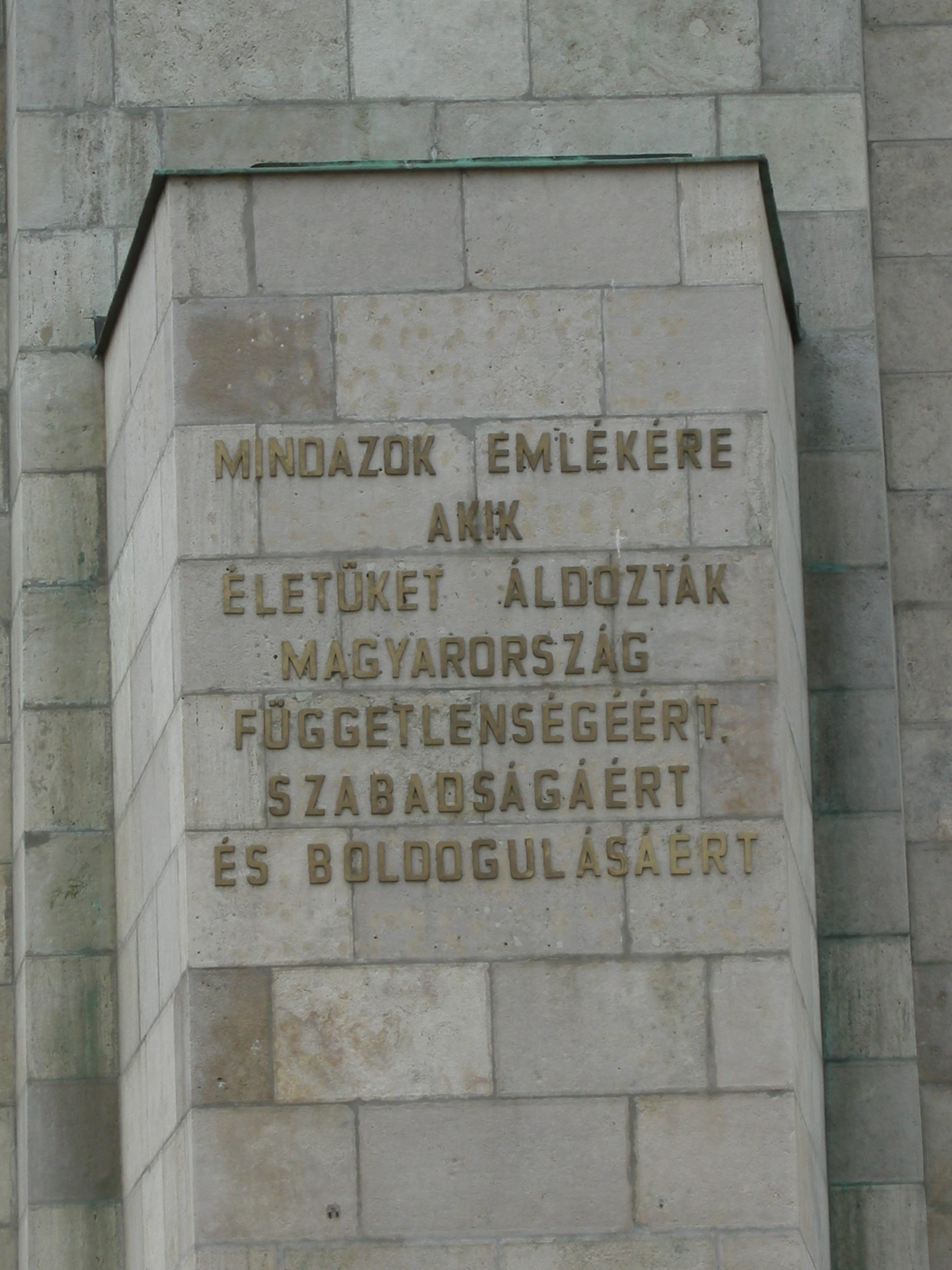
الكتابة على قاعدة تمثال الحرية في بودابست.
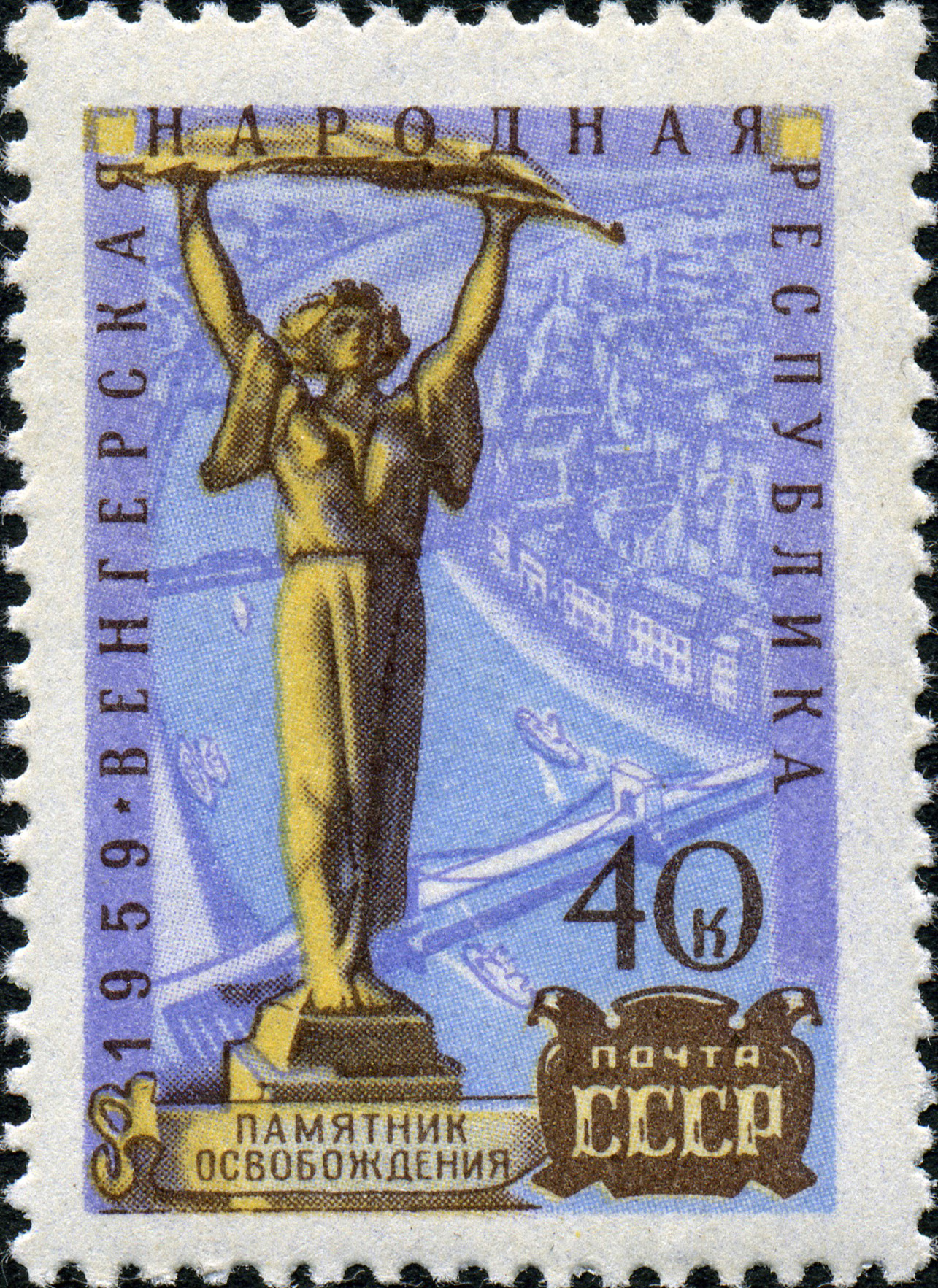
رسم تمثال الحرية في المجر على طابع بريدي.
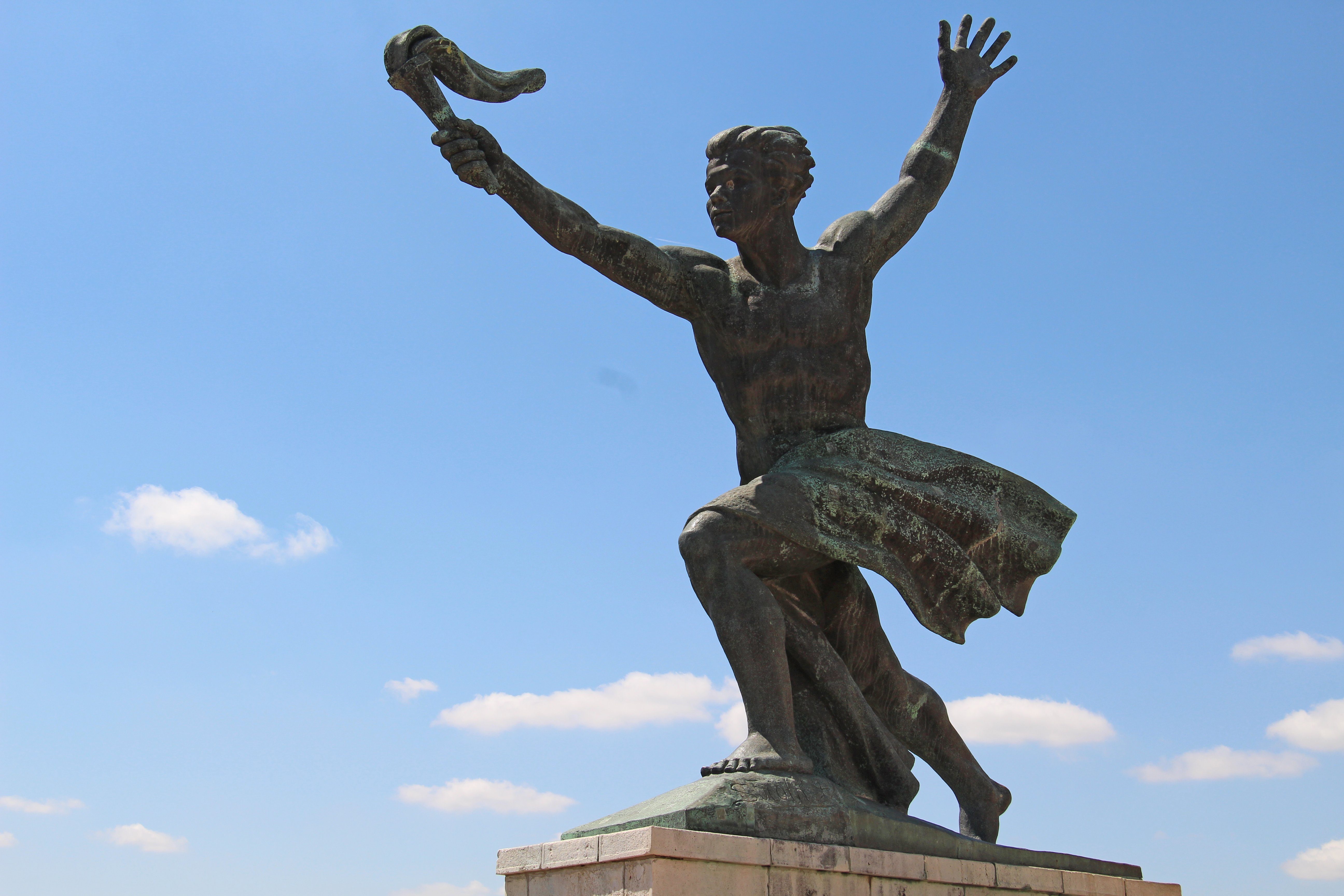
التمثال الأيمن لجندي يحمل شعلة النصر.
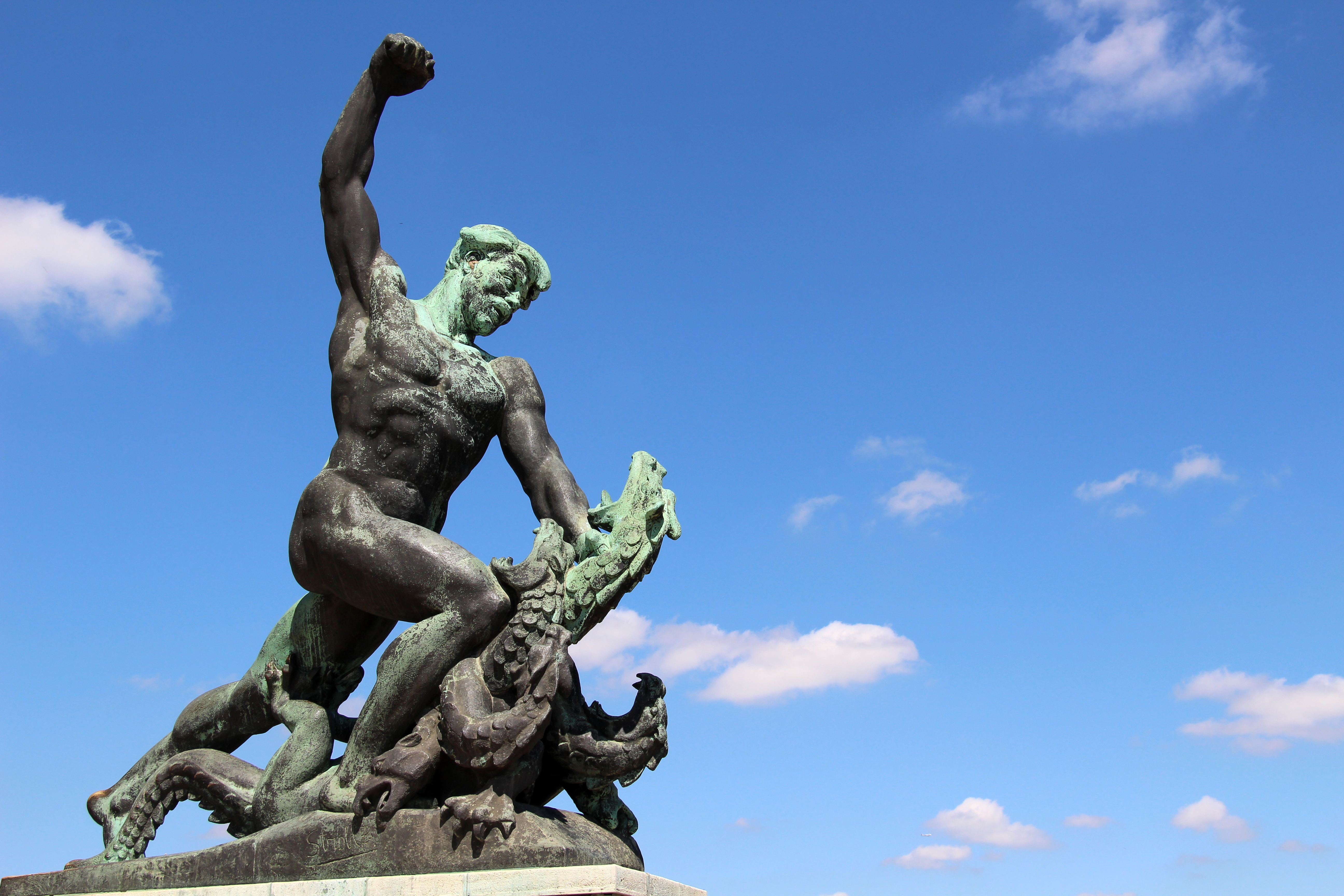
التمثال الأيسر لرجل يقتل التنين.